# Velká pardubická 2005
Velká pardubická 2005 byla 115. ročníkem tohoto dostihu. Konala se 9. října na pardubickém dostihovém závodišti. Vítězství získal v čase 9:11,26 minuty jedenáctiletý valach Maskul v sedle s žokejem Dirkem Fuhrmannem. Na dalších místech doběhli Decent Fellow a Laneret.
Na druhé překážce skončil jeden z favoritů dostihu, klisna Registana s anglickým žokejem Jamesem Crowleyem. Na rovinovém úseku pak zemřel kůň Takagi, údajně na absolutní vyčerpání organismu. Závod dokončilo pouze sedm koní.
Hlavním sponzorem byla Česká pojišťovna a poprvé se běželo o celkovou částku 4 500 000 Kč.

## Pořadí v cíli (prvních pět)
| * | Kůň           | Jezdec        |
| - | ------------- | ------------- |
| 1 | Maskul        | Dirk Fuhrmann |
| 2 | Decent Fellow | Josef Bartoš  |
| 3 | Laneret       | Pavel Tůma    |
| 4 | Kedon         | Josef Váňa    |
| 5 | Belovodsk     | Jiří Plzák    |